# Nambouria ramulorum
Nambouria ramulorum är en stekelart som beskrevs av Boucek 1988. Nambouria ramulorum ingår i släktet Nambouria och familjen puppglanssteklar. Inga underarter finns listade i Catalogue of Life.